# Las Tablas
För andra betydelser, se Las Tablas (olika betydelser).

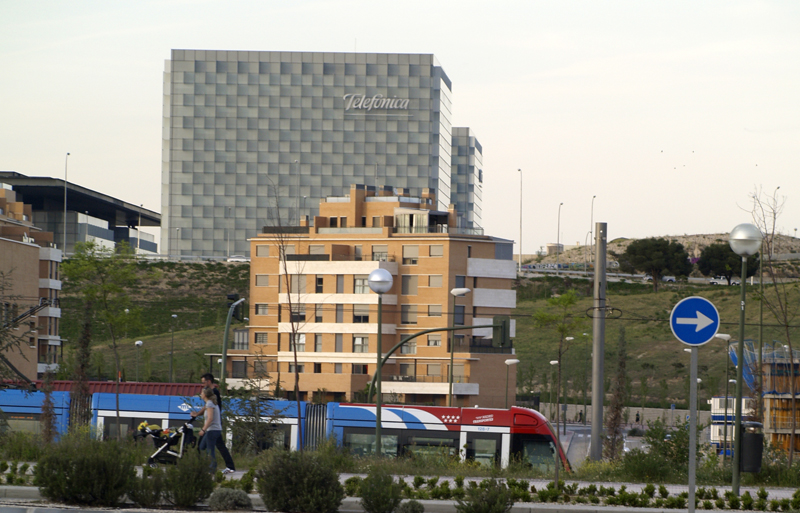
Las Tablas.

Las Tablas är en stadsdel i Madrid, som ingår i distriktet Fuencarral-El Pardo. Området är beläget väster om väg motorvägen A-1, öster om järnvägen Madrid–Norra Spanien och söder om gatan Ntr. Sra. De Valverde/Avenida de Fuencarral.

## Historia
Stadsdelen tog form som en del i urbanisationsprogrammet Programa de Actuación Urbanistica (PAU) i arbetet med generalplanen 1997 för kommunen Madrid.

## Geografi
Las Tablas gränsar i sydöst till PAU de Sanchinarro och i väster till förlängningen av avenyn Castellana, PAU de Montecarmelo och PAU Tres Olivos och den gamla delen av Fuencarral. I norr gränsar Las Tablas till Alcobendas.

## Karaktär
Las Tablas består till huvuddelen av bostadsområden, där ligger också kontoret för Telefónica, Distrikt C, med 14 000 anställda. Området där Telefónica har legat sedan 2007, bildar en rad av glasbyggnader i form av ett H. Området ligger norr om ringleden M-40.

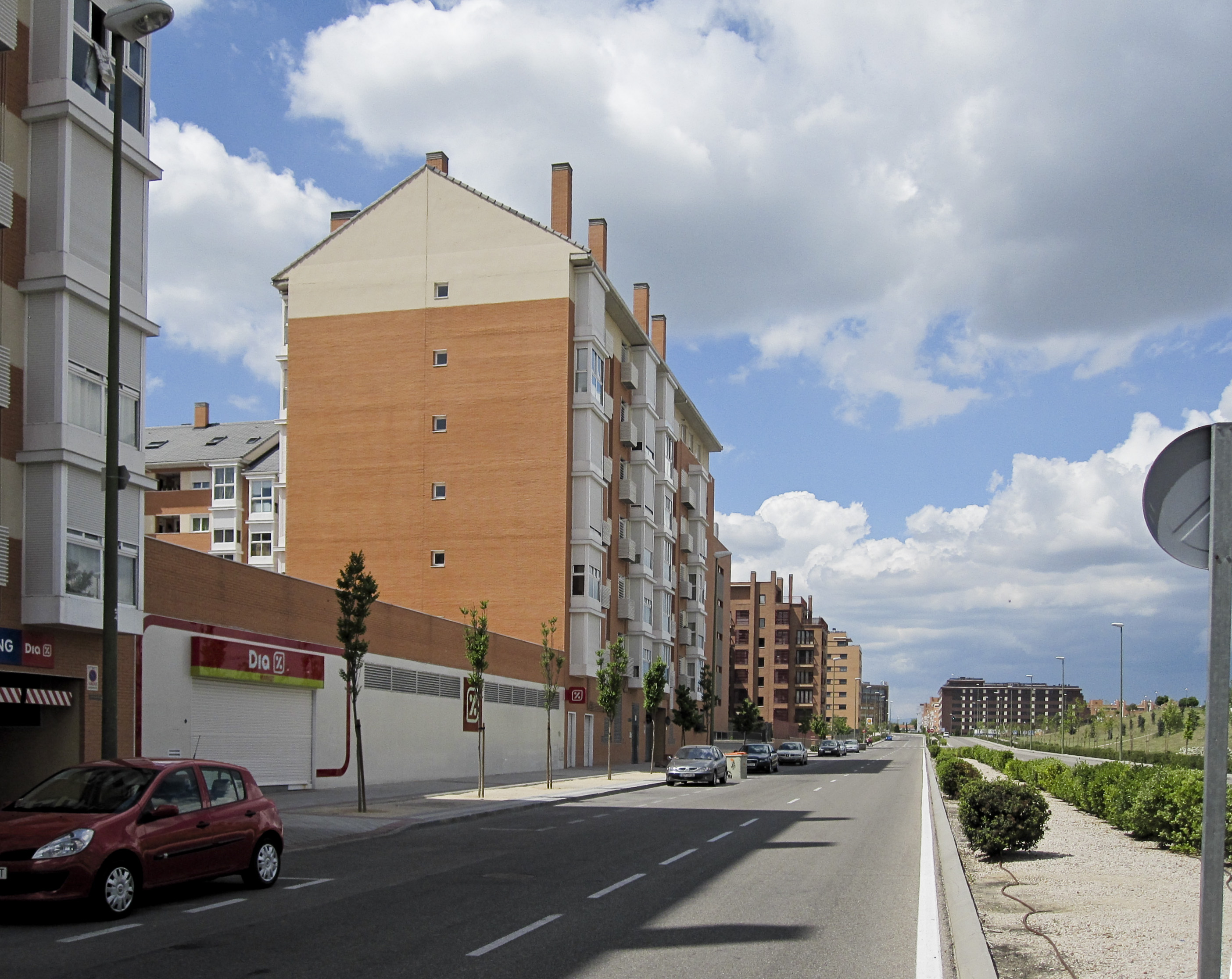
C/ de Frómista
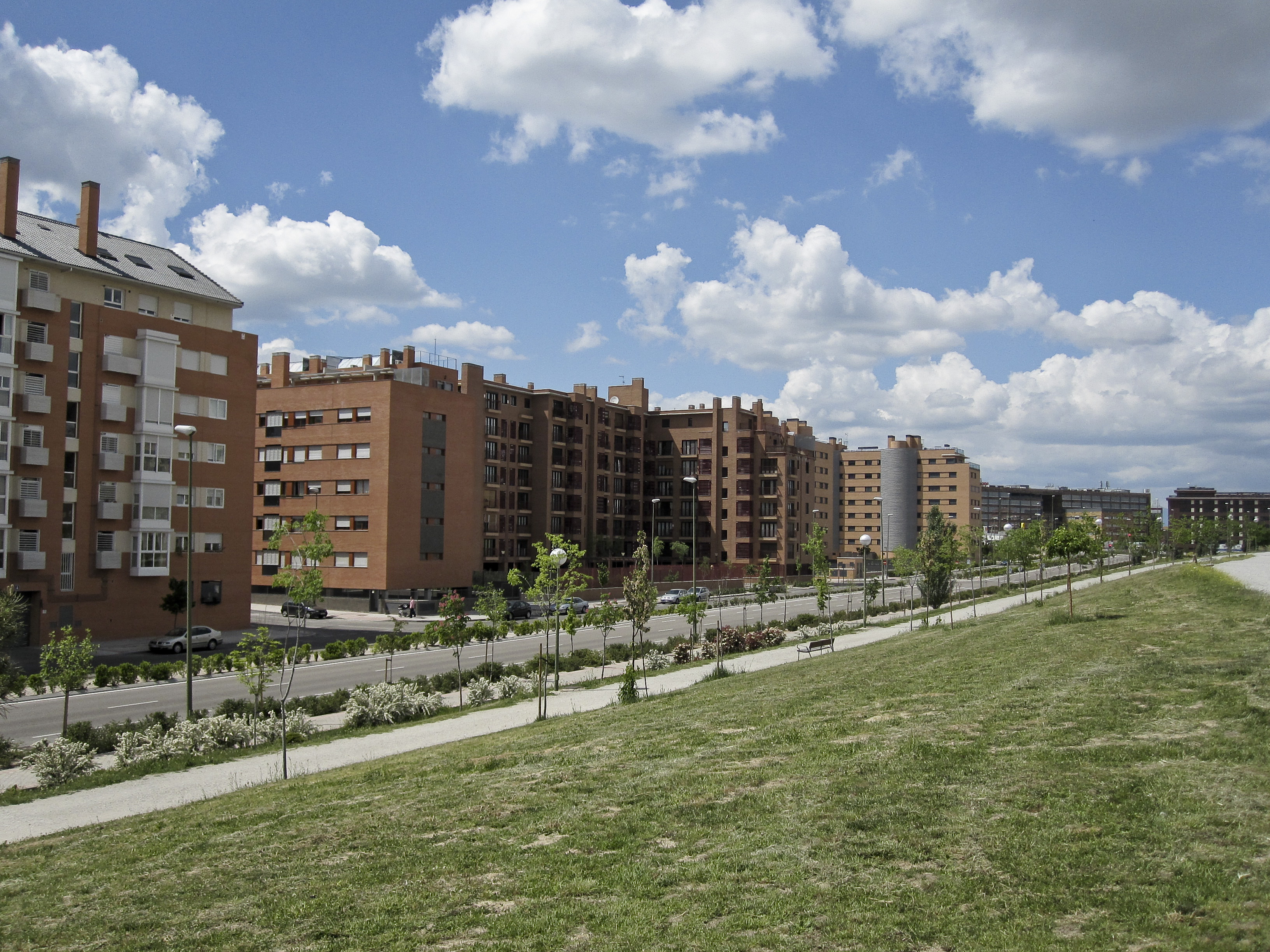
C/ de Frómista
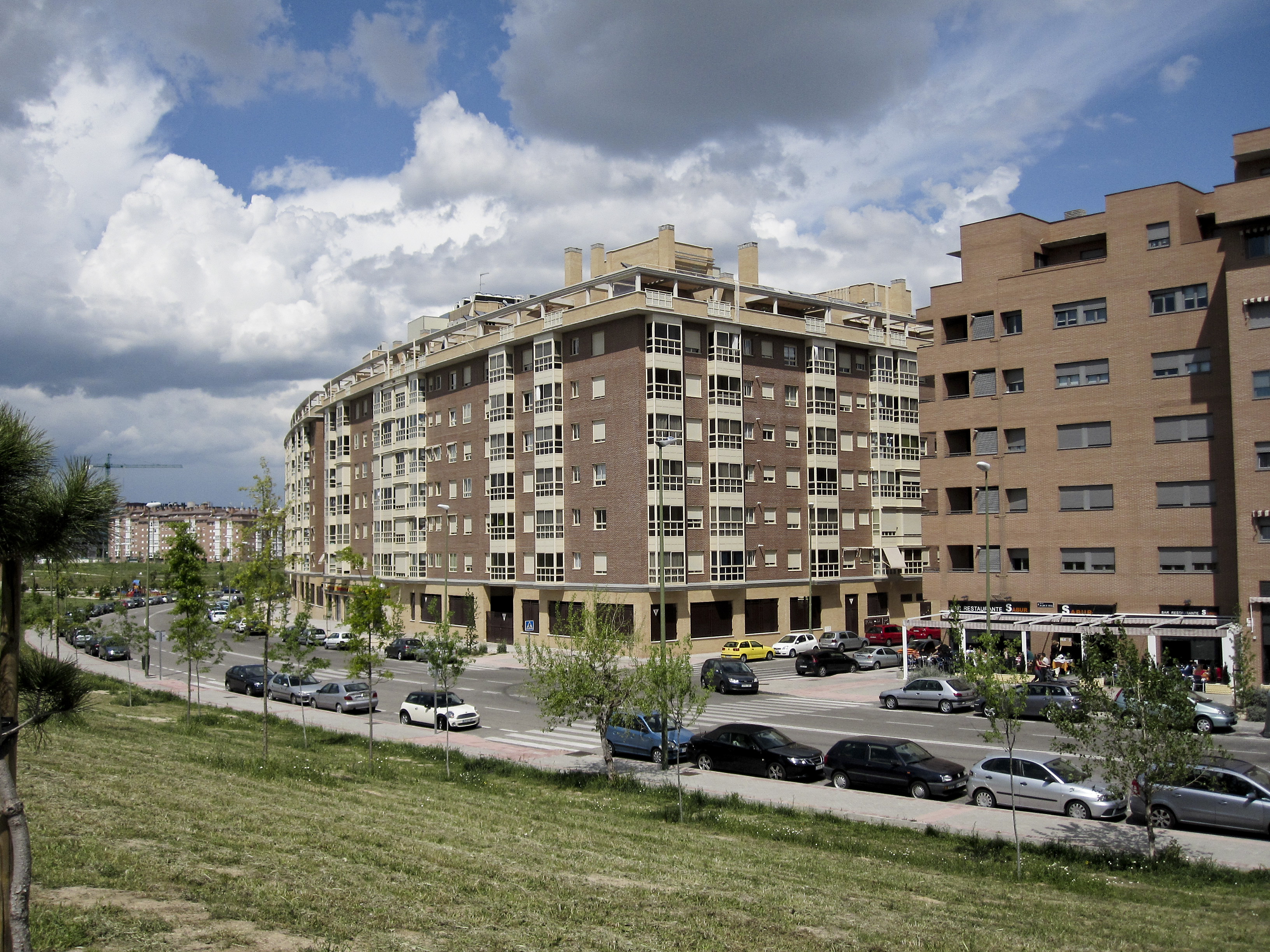
Av. Santo Domingo de la Calzada
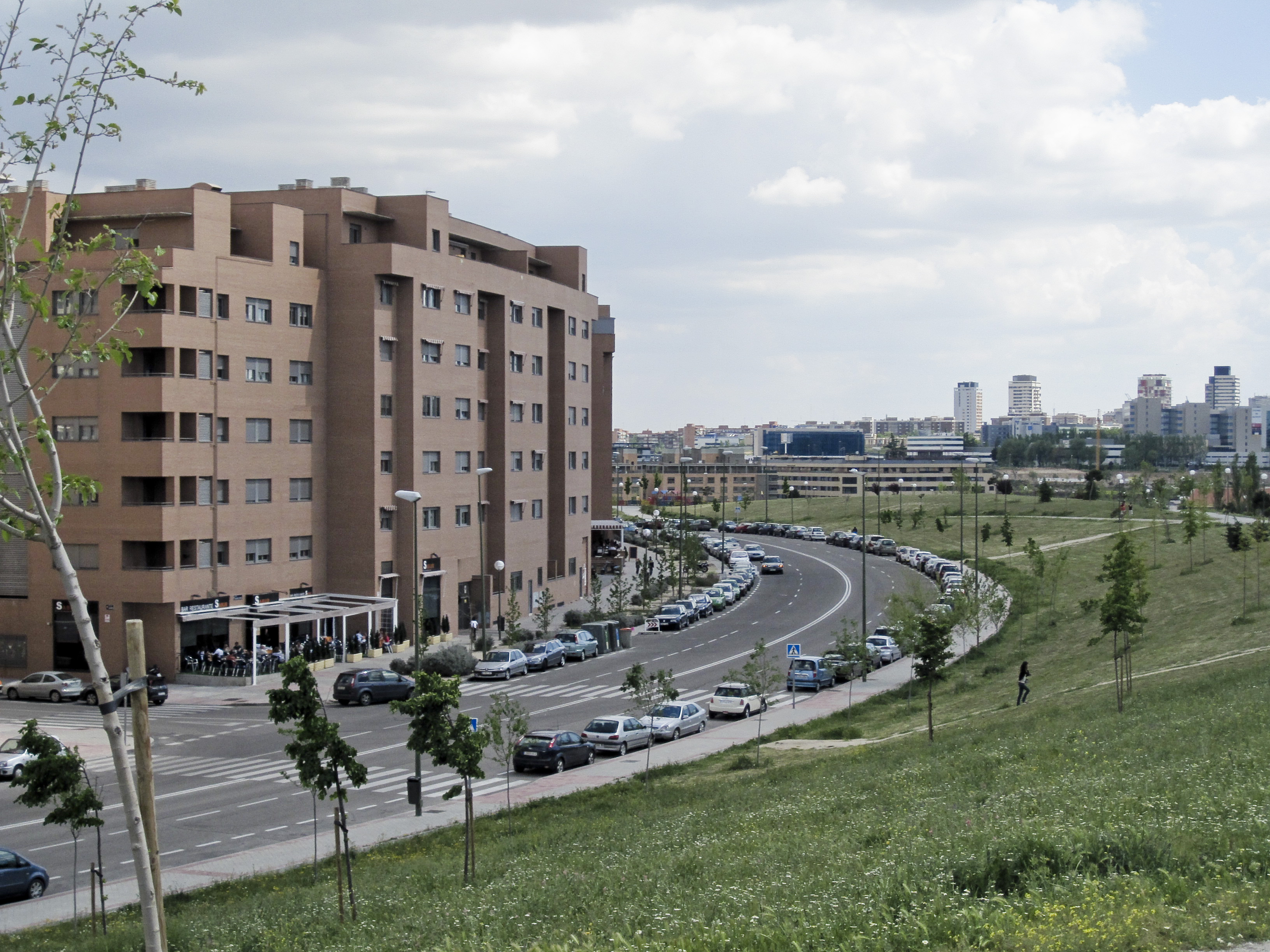
C/ de San Juan de Ortega

## Kommunikationer

### Bussar
Området trafikeras av busslinjerna 176, 172 och snabbussen 157C med cityförbindelse under vardagar.
För nattrafiken svarar sedan 2009 linjen N-24.
Madrids tunnelbana ( Linje 10) och lättmetron Linje ML-1 invigdes i området den 26 april respektive 24 maj 2007. I området ligger stationerna Las Tablas, Ronda de la Comunicación och Palas de Rey.

## Skolor
- Colegio Gabriela Mistral
- Colegio El Valle III
- Colegio Las Tablas Valverde

Den här artikeln är helt eller delvis baserad på material från spanskspråkiga Wikipedia, Las_Tablas_(Madrid), 22 juni 2010.